# Bargraph-Anzeige
Eine Bargraph-Anzeige (deutsch auch Balken- oder Bandanzeige) ist eine Anzeigemethode mittels Skale für die Größe eines Signales, bei der sich die Länge eines (oft leuchtenden) Balkens (englisch bar für Stange) mit der Signalgröße verändert.

Skalenanzeige mit einem Band aus 51 Leuchtsegmenten

## Anwendungen
Bereits Röhrenradios und ältere Verstärker und Tonbandgeräte hatten solche mit Abstimmanzeigeröhren realisierte Anzeigen für die Signalstärke („Magisches Auge“).
Heute sind digitale Messgeräte (wie z. B. Digitalmultimeter) oft zusätzlich zur Ziffernanzeige mit einer Bargraph-Anzeige ausgestattet, um Signaländerungen oder -Maxima rascher erkennen zu können. Diese sind oft als LCD-Segmente im Display realisiert, um Veränderungen anschaulicher zu beobachten. In elektronischen Wasserwaagen oder Leitungssuchgeräten stellen (neben akustischen Signalen) auch geometrische Balkenanzeigen geometrische Verhältnisse dar.

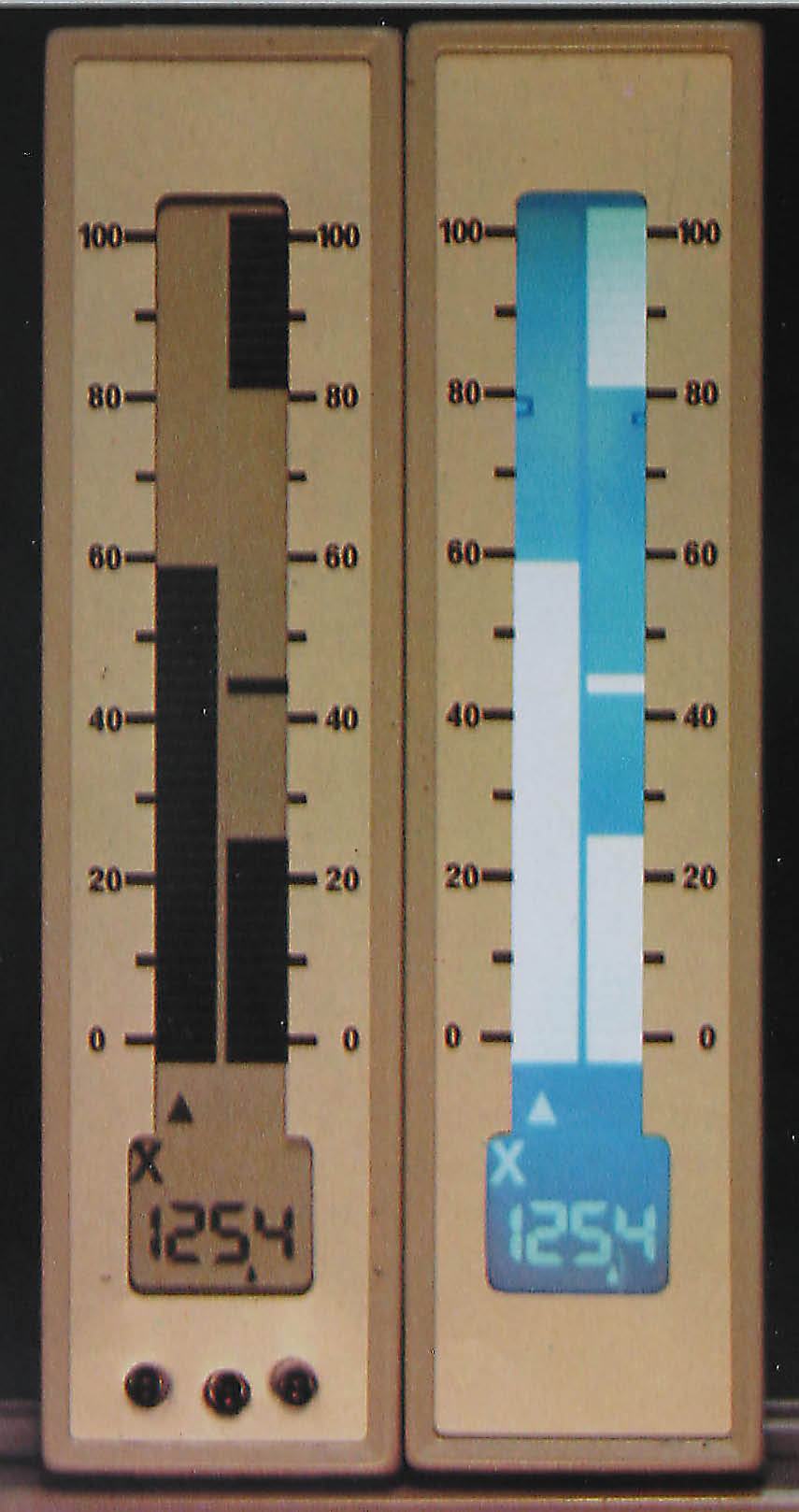
Einbaumessgerät mit LCD reflektiv + transmissiv (mit Hintergrundbeleuchtung)

Zur Überwachung von industriellen Prozessen werden in Warten Einbaumessgeräte mit senkrechter Anzeigefläche verwendet. Im dargestellten Beispiel aus den 1970er Jahren zeigt die rechte Seite den oberen und unteren Grenzwert sowie den Sollwert einer Messgröße an, während die linke Seite den aktuellen Messwert als Balken anzeigt.
Beim Umgebungslicht in solchen Warten sind rein reflektive TN-LC-Displays (LCDs) wie auf der linken Hälfte der Abbildung eher schlecht ablesbar. Deshalb wurde eine Anordnung mit einer Leuchtröhre (Kaltkathodenröhre vom Typ CCFL) als Lichtquelle und einem Diffusor als Lichtverteiler zur Hintergrundbeleuchtung eines TN-LCDs im Durchlicht entwickelt, welche auf der rechten Hälfte der Abbildung zu sehen ist und vorzüglich ablesbar war.
Mischpulte haben oft eine aus einer LED-Zeile bestehende Bargraph-Aussteuerungsanzeige, deren obere LEDs zur Warnung vor Übersteuerung rot leuchten.
Fluoreszenzanzeigen in Heim-HiFi-Geräten haben oft Bargraph-Anzeigen für den NF-Pegel, welche aus vielen Leuchtsegmenten bestehen.
Bargraph-Anzeigen werden auch in grafisch bedienbarer Software für Messzwecke und bei der Audiobearbeitung als Instrument zur Pegelanzeige eingesetzt.
Als Fortschrittsanzeige zeigen sie oft den Fortschritt eines Speicher-, Installations- oder Download-Vorganges am Computer an.